# XVIII. Reserve-Korps (Deutsches Kaiserreich)
Das XVIII. Reserve-Korps war ein Großverband der Armee des Deutschen Kaiserreiches im Ersten Weltkrieg.

## Geschichte
General der Infanterie Kuno Arndt von Steuben wurde am 2. August 1914 erster Kommandierender General des mit der Mobilmachung aufgestellten Reserve-Korps. Mit seinem Korps kam er im Verbund mit der 4. Armee an der Westfront zum Einsatz. Zusammen mit seinem Chef des Stabes, Oberst Friedrich von Studnitz führte General Steuben das Korps beim Durchmarsch durch Luxemburg. Das XVIII. Reserve-Korps und das VIII. Reserve-Korps standen dabei im zweiten Treffen der in die Ardennen eindringenden 4. Armee.
Während der Schlacht bei Neufchateau ging das XVIII. Reserve-Korps auf Libramont und das VIII. Reserve-Korps auf Neufchâteau vor. Am 21. August rückte das Korps ohne Feindberührung mit der 21. Reserve-Division  unter Generalleutnant von Rampacher auf Ebly vor, dahinter folgte die 25. Reserve-Division bis Anlier nach.
Am 22. August ins Zentrum der 4. Armee vorgezogen, erreichte die 21. Reserve-Division die Höhen westlich und südlich von Neufchâteau, links davon hatte die 25. Reserve-Division unter Generalleutnant Torgany nach Straimont vorzugehen. Gegen Mittag kam die rechte Flanke der 21. Division unter Generalmajor von Oven bei Petitvoir durch französische Gegenangriffe in Bedrängnis. Das Eingreifen des rechten Flügels der rückwärts über Hampire eingreifenden 25. Reserve-Division stabilisierte diesen Abschnitt. Südlich von Neufchâteau geriet das XVIII. Reserve-Korps dann selbst in Bedrängnis, bei der 21. Reserve-Division musste die 41. Reserve-Brigade (Generalleutnant von Mey) ihre letzte Reserve einsetzen, um die französischen Angriffe auf die Höhen südwestlich Neufchâteau abzufangen. Erst gegen 13.00 Uhr nahm das erschöpfte XVIII. Reserve-Korps die Verfolgung wieder auf, die 21. Reserve-Division rückte auf Martilly nach, die 25. Reserve-Division setzte drei Kolonnen auf Suxy an. Das französische 17. Korps unter General Poline ging vor dem Druck des deutschen XVIII. Armee-Korps und XVIII. Reserve-Korps über Messincourt auf Sedan, das französische 12. Korps unter General Roques von Florenville auf Carignan über die Maas zurück. Die 21. Reserve-Division nahm bis zum Abend noch Straimont, die 25. Reserve-Division erreichte Jamoigne. Später war das Korps noch bei Temblois und Charignon in schwere Kämpfe verwickelt. Anfang September ging das Korps zusammen mit dem VI. Armee-Korps über Grandpré nach Süden vor. Am 4. September wurde das am linken Flügel der 4. Armee eingesetzte Korps über Ville sur Tourbe auf Valmy angesetzt während das VI. Korps (General von Pritzelwitz) westlich von Varennes auf Sainte-Menehould vorging. Während der Schlacht an der Marne rang das Korps bei Pargny und führte noch vor dem taktischen Rückzug bis 11. September letzte Vorstöße bei Revigny in Richtung auf Bar-le-Duc durch.
Nach dem Übergang zum Stellungskrieg bildete Steubens Korps den rechten Flügel der 5. Armee. Im September 1915 stand die 21. Reserve-Division als rechter Flügel des Korps bei Cernay-Servon mit den Verbänden der 3. Armee während der Herbstschlacht in der Champagne im Großkampf.
Im Rahmen der 5. Armee war das Korps ab Herbst 1916 auch an der Schlacht um Verdun beteiligt. Am 3. September 1916 stürmten Truppen des XVIII. Reserve-Korps unter Steubens Kommando die französischen Stellungen beiderseits der Souville-Schlucht. Im November 1916 verlor die dem Korps unterstellte 50. Infanterie-Division das Fort Vaux und den Ort Damloup.
Am 5. Juni 1917 wurde der bayerische Generalleutnant Karl von Wenninger neuer Kommandierender General des Korps. Der Großverband, dem jetzt deutsche und österreich-ungarische Verbände unterstanden, kam im Juli nach Rumänien und beteiligte sich an der Offensive der Mittelmächte in Moldau. Die übergeordnete deutsche 9. Armee versuchte in der Schlacht von Mărășești (6. August bis 3. September 1917, in der deutschen Kriegsgeschichtsschreibung „Durchbruchschlacht an der Putna und Sușita“ genannt) vergeblich, die gegnerische Front zu durchbrechen. Links wurde das XVIII. Reserve-Korps mit der 217. Infanterie-Division angesetzt, in der Mitte die 89. Infanterie-Division und die 76. Reserve-Division, am rechten Flügel die 216. Infanterie-Division, dahinter stand die 212. Infanterie-Division als Eingreif-Reserve zur Verfügung. In der letzten Phase der Schlacht gelang dem Korps zusammen mit dem I. Reserve-Korps die Einnahme des Ortes Muncelu, dann führten die fortwährenden hohen Verluste zur endgültigen Einstellung des Angriffs. Wenninger, der die Offensive in der Schlussphase maßgeblich geplant und geleitet hatte, fiel während der anhaltenden rumänischen Gegenangriffe nach dem Abbruch der Offensive am 8. September 1917 durch einen Granateinschlag auf der Secului-Höhe.
Generalleutnant Ludwig Sieger wurde am 11. September 1917 zum Kommandierenden General ernannt. Im Dezember 1917 wurde das Korps nach Flandern zur 4. Armee verlegt. Hier kämpfte es im April 1918 in der Vierten Flandernschlacht, unterstellt waren die 7. Infanterie-Division, sowie der 17. und 49. Reserve-Division. Für die Einnahme des Kemmel zeichnete der Kaiser Sieger mit dem Orden Pour le Mérite aus. Anfang Juli wurde das Korps der 18. Armee am Matz-Abschnitt zwischen Marest-Chevincourt-Cambronne unterstellt. Wegen französischer Angriffe in Richtung auf Assainvillers und Orvillers (10. August) wurde das „Korps Sieger“ Anfang September über Noyon auf die Siegfriedstellung zurückgedrängt. Nach dem November 1918 wurde das Korps demobilisiert.

## Gliederung
Das Korps entstand bei Kriegsbeginn aus preußischen und hessischen Kontingenten und war wie folgt gegliedert:
- 21. Reserve-Division
- 41. Reserve-Infanterie-Brigade
  - Reserve-Infanterie-Regiment Nr. 80
  - Reserve-Infanterie-Regiment Nr. 87
- 42. Reserve-Infanterie-Brigade
  - Reserve-Infanterie-Regiment Nr. 81
  - Reserve-Infanterie-Regiment Nr. 88
  - Reserve-Dragoner-Regiment Nr. 7
  - Reserve-Feldartillerie-Regiment Nr. 21
  - 4. Kompanie/Kurhessisches Pionier-Bataillon Nr. 11
- 25. Reserve-Division
- 49. Reserve-Infanterie-Brigade
  - Reserve-Infanterie-Regiment Nr. 116
  - Reserve-Infanterie-Regiment Nr. 118
- 50. Reserve-Infanterie-Brigade
  - 5. Großherzoglich Hessisches Infanterie-Regiment Nr. 168
  - Reserve-Infanterie-Regiment Nr. 83
  - Reserve-Dragoner-Regiment Nr. 4
  - Reserve-Feldartillerie-Regiment Nr. 25
  - 1. Reserve-Kompanie/Kurhessisches Pionier-Bataillon Nr. 11
  - 2. Reserve-Kompanie/Kurhessisches Pionier-Bataillon Nr. 11

Korpstruppen

## Kommandierender General
| Dienstgrad             | Name                   | Datum                               |
| ---------------------- | ---------------------- | ----------------------------------- |
| General der Infanterie | Kuno Arndt von Steuben | 02. August 1914 bis 5. Juni 1917    |
| Generalleutnant        | Karl von Wenninger     | 05. Juni 1917 bis 8. September 1917 |
| Generalleutnant        | Ludwig Sieger          | 11. September 1917 bis Kriegsende   |